# James Karnusian
 (novembre 2014).
Si vous disposez d'ouvrages ou d'articles de référence ou si vous connaissez des sites web de qualité traitant du thème abordé ici, merci de compléter l'article en donnant les références utiles à sa vérifiabilité et en les liant à la section « Notes et références ».
James Karnusian (né en 1926 à Beyrouth au Liban, mort le 8 avril 1998 à Berne en Suisse) est un pasteur arméno-suisse, écrivain et militant politique.
Il est surtout connu pour être l'un des fondateurs de l'Armée secrète arménienne de libération de l'Arménie (ASALA) au début des années 1970 à Beyrouth, avec Hagop Hagopian (venu d'Irak) et Kevork Ajemian (en) (alors rédacteur en chef de Spurk (en)).

## Biographie
Ses parents sont des survivants du génocide arménien de 1915-1916.
Karnusian a étudié dans des universités grecques et suisses. En 1979, il est à l'initiative du Congrès mondial arménien à Paris. En 1983, à l'occasion du 60e anniversaire du traité de Lausanne, il organise une convention pan-arménienne à Lausanne avec des délégations venues de dix-sept pays.
En 1992 il cofonde avec Hans Schellenberg et Alexander Euler l'Association Suisse-Arménie (GSA - Gesellschaft Schweiz-Armenien).
Dans son édition du 13 avril 1998, l’Armenian Reporter (New York) publie le compte-rendu d'un long entretien entre son rédacteur en chef et James Karnusian, entretien réalisé en 1987. Karnusian avait exigé une publication posthume, puisqu’il avoue son rôle dirigeant dans l'ASALA.

## Œuvres
- Back to the Ararat Highlands, 1976 (titre original: Վերադարձ Դէպի Այրարատեան Լեռնաշխարհ)
- Return to the Ararat Plateau: Pan-Armenian Liberation Movement, avec Aris Sevag, AR Publishing, 1979.